# Siège de Changchun
Guerre civile chinoise
Batailles
- Récolte d'automne
- Baise
- Commune de Canton
- Nanchang

- Jiangxi (en)
- Hubei-Henan-Anhui (en)
- Honghu (en)
- Hubei-Henan-Shaanxi (en)
- Shaanxi-Gansu (en)

- Jiangxi (en)
- Hubei-Henan-Anhui (en)
- Honghu (en)
- Hubei-Henan-Shaanxi (en)
- Shaanxi-Gansu (en)

- Jiangxi (en)
- Hubei-Henan-Anhui (en)
- Honghu (en)
- Soulèvement de Ningdu (en)
- Hubei-Henan-Shaanxi (en)
- Shaanxi-Gansu (en)

- Jiangxi (en)
- Hubei-Henan-Anhui (en)
- Hunan-ouest Hubei (en)

- Jiangxi (en)
- Hubei-Henan-Anhui (en)

- Wannan
- Campagne d'ouverture
- Yetaishan
- Jiangsu Sud
- Baoying
- Yongjiazhen
- Tianmen
- Linyi
- Wuhe
- Yinji
- Huaiyin-Huai'an (en)
- Xinghua (en)
- Dazhongji (en)
- Lingbi (en)
- Zhucheng (en)
- Lishi (en)
- Pingdu (en)
- Taixing (en)
- Shangdang (en)
- Wuli (en)
- Xiangshuikou (en)
- Rugao (en)
- Weiguangnuan (en)
- Shicun (en)
- Opération Beleaguer (en)
- Houmajia (en)
- Handan (en)
- Pacification du Nord-Est (en)
- Shaobo (en)
- Gaoyou (en)
- Tangguo (en)
- Houma (en)
- Siping (1re) (en)
- Siping (2e) (en)
- Plaine du Nord (en)
- Voie ferrée Tongpu Sud (en)
- Datong–Jining (en)
- Longhai (en)
- Dapu (en)
- Ruhuang (en)
- Dingtao (en)
- Linfu (en)
- Zhengtai (en)
- Datong-Puzhou (en)
- Huaiyin–Huai'an (en)
- Yan'an (en)
- Kalgan (en)
- Lüliang (en)
- Linjiang (en)
- Guanzhong (en)
- Beitashan (en)
- Baoding Sud (en)
- Niangziguan (en)
- Tang'erli (en)
- Menglianggu (en)
- Été 1947, Nord-Est (en)
- Heshui (en)
- Siping (3e) (en)
- Baoding Nord (en)
- Nanlin (en)
- Crête du Méridien (en)
- Rivière Daqing Nord (en)
- Automne 1947, Nord-Est (en)
- Mont Funiu (en)
- Hiver 1947, Nord-Est (en)
  - Gongzhutun (en)
- Pic du phénix (en)
- Tai'an Ouest (en)
- Jingzhong (en)
- Linfen (en)
- Zhouzhang (en)
- Hebei-Rehe-Chahar (en)
- Yanzhou (en)
- Shangcai (en)
- Liaoshen
  - Changchun
  - Jinzhou (en)
  - Tashan (en)
- Jinan (en)
- Taiyuan (en)
- Huaihai (en)
  - Shuangduiji (en)
- Jiulianshan (en)
- Pingjin (en)
  - Tianjin (en)

- Chine Nord (en)
- Chine Sud-centre (en)
- Chine Est (en)
- Dabieshan (en)
- Chine Nord-Ouest (en)
- Wupin (en)
- Chine Sud-Ouest (en)
- Longquan (en)
- Canton Nord (en)
- Guizhou Nord-Est (en)
- Hunan-Hubei-Sichuan (en)
- Hunan Ouest (en)
- Shiwandashan (en)
- Liuwandashan (en)
- Guangxi Ouest (en)

- Shanghai (en)
- Lanzhou (en)
- Ningxia (en)
- Nanchuan (en)
- Guangxi (en)
  - Bobai (en)
- Chengdu (en)
- Bamianshan (en)
- Tianquan (en)
- Yiwu (en)
- Insurrection islamique du Kuomintang (en)
- Frontière sino-birmane (en)

- Quemoy (en)
- Denbu (en)
- Nan'ao (en)
- Île de Hainan (en)
- Dongshan (1re) (en)
- Wanshan (en)
- Bataille de l'île de Nanpeng (en)
- Nanri
- Nanpeng (en)
- Dalushan (en)
- Dongshan (2e)
- Yijiangshan
- Tachen
- Dong-Yin

Le siège de Changchun (长春围困战, Chángchūn Wéikùnzhàn) est une opération lancée par l'armée populaire de libération durant la guerre civile chinoise contre la ville de Changchun, tenue par les forces nationalistes du Kuomintang. Le siège en lui-même se déroule dans le cadre de la campagne de Liaoshen et la chute de Changchun marque la fin de sa première étape.
Le 23 mai 1948, l'armée populaire de libération commence à encercler les Nationalistes à Changchun, tout en coupant le ravitaillement aérien. Le siège dure presque quatre mois et se termine par la mort de faim d'environ 80 % des habitants la ville. Les Communistes entrent dans Changchun après la reddition des 60e et 7e armée nationalistes.
Lin Biao commande les forces communistes durant le siège. Il avait initialement proposé d'avancer sur Changchun en avril, mais fut finalement attiré par d'autres villes après avoir enquêté sur Changchun. En octobre, il propose enfin de prendre la ville. En réponse, Mao Zedong envoie un télégramme sarcastique en le ridiculisant pour n'avoir pas pris la ville cinq mois avant, et ordonne à Lin de prendre Jinzhou (en) à la place. Alors que la nouvelles de la chute de Jinzhou atteignent Changchun, le commandant nationaliste, Ceng Zesheng, fait défection pour rejoindre les communistes avec la plupart de ses officiers. Ils reçoivent des postes dans les armées communistes sur ordres personnels de Mao.

## Famine de la population assiégée
Un grand nombre de civils meurent de faim durant le siège. Les estimations varient de 150 000 à 330 000 morts,. Les forces communistes autorisent lors du siège aux soldats nationalistes de partir, mais empêchent par la force les civils de sortir, espérant utiliser leur souffrance pour faire pression sur le général Zheng Dongguo, chef des forces nationalistes de la ville, et l'amener à se rendre. Il n'y a plus que 40 000 survivants au moment de la capitulation et ceux-ci témoignent avoir dû manger du « sorgho pourri, puis du pain de maïs et finalement de l'écorce des arbres ». Plus tard, les habitants en vinrent par consommer le rembourrage en maïs de leurs oreillers. Désespérés, ils finirent par manger également du cuir qu'ils faisaient bouillir.
L'incident est rapporté dans un livre publié par la maison d'édition officielle de l'armée populaire de libération en août 1989, deux mois après les manifestations de la place Tian'anmen. Le livre Neige blanche, Sang rouge (en) du colonel Zhang Zhenglu, déclare que 150 000 civils sont morts de faim pendant le siège et que les civils qui tentaient de quitter la ville étaient repoussés en arrière pour faire pression sur l'approvisionnement en nourriture de la garnison du Kuomintang. Dans les quartiers les plus pauvres de la ville, 9 familles sur 10 sont exterminées. Le lieutenant-colonel Zhang estime que la révolution chinoise « ne vaut pas ce prix » et salue les compétences militaires de Lin Biao, « supérieures à celles de Mao Zedong ».